# Lucilia shansiensis
Lucilia shansiensis är en tvåvingeart som beskrevs av Fan 1965. Lucilia shansiensis ingår i släktet Lucilia och familjen spyflugor. Inga underarter finns listade i Catalogue of Life.